# 阿道夫·谢尔夫
阿道夫·谢尔夫（德語：Adolf Schärf，1890年4月20日—1965年2月28日）是一名奧地利社會黨政治家，1945年至1957年担任奥地利副总理，1957年至去世時担任奥地利总统。

## 生平
謝爾夫出生在摩拉維亞邊疆區的尼科爾斯堡(今捷克摩拉維亞地區的米庫洛夫)的一個貧困工作階級家庭。他在1899年起開始居住於奧匈帝國首都維也納，在黑尔纳尔斯的一間文理中学就讀。他後來進入維也納大學繼續求學，一邊打工以支付法學院學費，並因學業表現優良獲取獎學金。他在1914年夏天獲得博士學位，並在第一次世界大戰爆發四週後，自願加入奧匈帝國陸軍服役。

### 政治生涯
在第一次世界大戰結束後，原為奧匈帝國陸軍少尉的謝爾夫被解職。在見識奧匈帝國戰敗並解體後，他進入政治圈。在奧托·格律克爾代表勸說下，他獲職為國民議會中奧地利社會民主工人黨籍議長卡尔·塞茨的助理。他在第一共和國時期保有此職位一直到1933年3月時議會議長卡尔·伦纳辭職為止。謝爾夫、卡尔·塞茨和奧地利馬克思主義者奥托·鲍威尔當時要求卡尔·伦纳的下台。然而，此決定後導致時任總理恩格爾伯特·陶爾斐斯推翻當時的議會制。
謝爾夫在1933年成為聯邦議會的議員，雖然他和奧地利社會民主工人黨的準軍事組織共和保衛聯盟保持距離，他仍然在1934年2月的內戰後在奧地利法西斯主義者的祖國陣線政權建立後被捕並喪失其公職。因為社會民主黨被解散而失業，謝爾夫在1934年考過了奧地利的律師資格考試，並作為一法律事務所的合夥人。
在1938年德奧合併後，謝爾夫再次被逮捕，成為蓋世太保監管的政治犯。然而，三個月後，他「雅利安化」了一位需要離開奧地利的社會民主黨籍猶太人——阿諾德·艾斯勒律師的辦公室。他獲得艾斯勒的律師事務所所有權，最終並沒有歸還給艾斯勒。之後，他也參與維也納其他建築的雅利安化。然而，他也避免加入國家社會主義法律工作者聯盟，並與抵抗組織有通聯，如環繞後被處決的的天主教牧師海因里希·麥爾，有與美國戰略情報局有所聯繫的麥爾-梅斯納集團、CASSIA。 在第二次世界大戰爆發後，他的獨生子雷茵霍爾德·谢尔夫被徵召入德意志國防軍並在1941年陣亡。在7月20日密谋案後，謝爾夫又坐牢了五週。
在蘇聯軍隊發動維也納攻勢後並於1945年4月佔領維也納後，謝爾夫成為重建的奧地利社會黨代理主席並加入總理卡尔·伦纳的民族團結政府。謝爾夫、卡尔·伦纳、保守派的利奧波德·菲格爾、共產黨的約翰·科普萊尼格共同組成奧地利第二共和國的過渡內閣。在1945年議會選舉中，沙爾夫成為復立的國民議會議員。沙爾夫一直到1957年作為奧地利社會黨和保守派奧地利人民黨大聯合政府(奧地利共產黨在1947年後不再為大聯合政府一員)中的副總理，其擔任期間期間政府總理有利奧波德·菲格爾和繼任的尤利烏斯·拉布。

### 總統職涯
當總統特奧多爾·克爾納在1957年1月4日任內過世時，沙爾夫成為同年5月5日總統選舉中奧地利社會黨的候選人並且當選。他在同年5月22日就職，在1961年他主持了在維也納間美國總統约翰·肯尼迪與蘇聯最高領導人尼基塔·赫魯雪夫間的會談，其會談包括一場由沙爾夫和其女兒瑪莎(沙爾夫在1956年喪妻，故由其女兒作為第一夫人的職位)於熊布朗宮主持的紀念性國宴。
謝爾夫是比例代表體制（Proporz）的堅定支持者，他在總統任期內恪守無黨制民主的精神，與三位保守派的總理(尤利烏斯·拉布、阿方斯·戈爾巴赫、約瑟夫·克勞斯)合作。然而，謝爾夫也有介入社會黨內部的事務，此導致在1964年時弗朗茲·奧拉離任內政部部長。在六年的總統任期後，謝爾夫成為第二次世界大戰後第一位連任的總統——在1963年總統選舉時擊敗其保守派政治對手尤利烏斯·拉布。
謝爾夫在1965年時任內逝世，他被葬於维也纳中央公墓，在1983年時維也納多瑙城的一個廣場以其名命名。在1985年時阿爾弗雷德·赫德利卡在維也納市政廳建立了阿道夫·謝爾夫的紀念碑，其開張在謝爾夫的女兒瑪莎在場下舉行。

## 與阿道夫·希特勒生平的相似點與其用於產生的爭議
- 由弗蘭克·雷尼克（英语：Frank Rennicke）作曲詞之新納粹頌歌：Adolf's Ehrentag，意圖以解釋此歌為頌揚阿道夫·谢尔夫而非阿道夫·希特勒以避免遭到反納粹頌揚法的審查。在歌曲的最後，兩人的相似性被列出：都出生於4月20日，且皆曾為奧地利的領導人。
- 一名克朗报[2]作家沃爾夫·馬丁(Wolf Martin)[3]的在1994年4月20日一篇詩中提到阿道夫·「谢尔夫」的生日，造成當時群眾嘩然。